# Фосомброне
Фосомбро̀не (на италиански: Fossombrone, на местен диалект Fossombròn, Фосомброн) е град и община в Централна Италия, провинция Пезаро и Урбино, регион Марке. Разположен е на 118 m надморска височина. Населението на общината е 9823 души (към 2010 г.).